# Hirel
Hirel – miejscowość i gmina we Francji, w regionie Bretania, w departamencie Ille-et-Vilaine.
Według danych na rok 1990 gminę zamieszkiwało 1166 osób, a gęstość zaludnienia wynosiła 118 osób/km² (wśród 1269 gmin Bretanii Hirel plasuje się na 519. miejscu pod względem liczby ludności, natomiast pod względem powierzchni na miejscu 838.).